# Pitirim Sorokin
|                                        |  |  |
| Sorokin, links in 1917, rechts in 1934 |  |  |

Pitirim Aleksandrovitsj Sorokin (Russisch: Питирим Александрович Сорокин) (Toerja (gouvernement Vologda), 21 januari 1889 – Winchester (Massachusetts), 11 februari, 1968) was een Russisch-Amerikaans socioloog, politicus en schrijver.

## Leven
Sorokin werd geboren in het noorden van Europees Rusland en studeerde rechten (sociologie bestond nog niet als afzonderlijke discipline). Als sociaal activist werd hij in het tsaristische Rusland drie keer gevangengezet. Na de Februarirevolutie (1917) trad hij toe tot de voorlopige regering van Kerenski, maar onder de bolsjewieken viel hij in ongenade. In 1922 werd hij ter dood veroordeeld, in 1923 werd die uitspraak echter omgezet en werd hij verbannen naar de Verenigde Staten. Daar werd hij hoogleraar en professor sociologie aan de Universiteit van Minnesota (1924–30) en aan de Harvard-universiteit (1930–55).
In 1930 nam Sorokin de Amerikaanse nationaliteit aan.

## Sociale cyclus
Als vooraanstaand socioloog ontwikkelde Sorokin tijdens zijn Harvardse periode de spraakmakende theorie van de “sociale cyclus”: sociale ontwikkelingen en -veranderingen bewegen zich niet in een bepaalde vaste richting (als bij de evolutietheorie), maar vormen volgens Sorokin steeds terugkerende cyclische patronen.

## Dagboek
Naast belangrijke sociologische werken publiceerde Sorokin in 1924 een authentiek en ook literair hoogstaand dagboek over de periode van de Russische Revolutie en de jaren daaropvolgend, in Nederland in 1989 verschenen in de Privé-Domein-reeks onder de titel “Bladen uit een dagboek, Rusland 1917-1922”. Sorokins dagboek is een helder en vooral buitengewoon spannend ooggetuigenverslag. Hij had een scherp oog voor wat de oorlogshandelingen voor het individu betekenden en wist die in schilderachtige termen te beschrijven. Daarnaast wist hij ook de grote maatschappelijke omwentelingen te schetsen en te interpreteren. Hij is heel beslist in zijn afwijzing van de bloeddorstigheid en tirannie van de Russische revolutie, maar anderzijds is hij niet blind voor de verdiensten die de revolutie desondanks bezat. Zijn boek bevat dan ook gedachten en meningen die voor tegenstanders en voorstanders van het bolsjewisme even ongemakkelijk zijn.